# Úng An
Úng An (chữ Hán giản thể: 瓮安县, bính âm: Wèng'ān Xiàn, âm Hán Việt: Úng An huyện) là một huyện Trung Quốchuyện thuộc Châu tự trị dân tộc Bố Y và dân tộc Miêu Kiềm Nam, tỉnh Quý Châu, Cộng hòa Nhân dân Trung Hoa. Huyện này có diện tích ki-lô-mét vuông, dân số người. Mã số bưu chính của huyện là. Về mặt hành chính, huyện này được chia thành 8 trấn, 15 hương. 
- Trấn: Ung Dương, Vĩnh Hòa, Trung Bình, Thảo Đường, Bình Định Doanh, Thiên Văn, Ngọc Sơn và Châu Tạng.
- Hương: Mộc Dẫn Tào, Ngưu Trường, Cao Thủy, Đồng La, Ngư Hà, Long Đường, Mộc Lão Bình, Ngân Trản, Ngọc Hoa, Lam Quan, Tiểu Hà Sơn, Tùng Bình, Kiến Trung, Bạch Sa và Lão Phần Chủy.